# دلاویر پارک (نیوجرسی)
دلاویر پارک (به انگلیسی: Delaware Park) یک منطقهٔ مسکونی در ایالات متحده آمریکا است که در شهرستان وارن، نیوجرسی واقع شده‌است. دلاویر پارک ۰٫۶۳۷ کیلومتر مربع مساحت و ۷۰۰ نفر جمعیت دارد و ۱۱۱ متر بالاتر از سطح دریا واقع شده‌است.